# Parapercis
Parapercis är ett släkte av fiskar. Parapercis ingår i familjen Pinguipedidae.

## Dottertaxa tillParapercis, i alfabetisk ordning[1]
- Parapercis albipinna
- Parapercis alboguttata
- Parapercis allporti
- Parapercis atlantica
- Parapercis aurantiaca
- Parapercis australis
- Parapercis banoni
- Parapercis basimaculata
- Parapercis bicoloripes
- Parapercis binivirgata
- Parapercis biordinis
- Parapercis cephalopunctata
- Parapercis clathrata
- Parapercis colemani
- Parapercis colias
- Parapercis compressa
- Parapercis cylindrica
- Parapercis decemfasciata
- Parapercis diagonalis
- Parapercis diplospilus
- Parapercis dockinsi
- Parapercis elongata
- Parapercis filamentosa
- Parapercis flavescens
- Parapercis flavolabiata
- Parapercis flavolineata
- Parapercis fuscolineata
- Parapercis gilliesii
- Parapercis haackei
- Parapercis hexophtalma
- Parapercis kamoharai
- Parapercis katoi
- Parapercis lata
- Parapercis lineopunctata
- Parapercis lutevittata
- Parapercis macrophthalma
- Parapercis maculata
- Parapercis maritzi
- Parapercis millepunctata
- Parapercis multifasciata
- Parapercis multiplicata
- Parapercis muronis
- Parapercis natator
- Parapercis nebulosa
- Parapercis okamurai
- Parapercis ommatura
- Parapercis pacifica
- Parapercis phenax
- Parapercis pulchella
- Parapercis punctata
- Parapercis punctulata
- Parapercis quadrispinosa
- Parapercis queenslandica
- Parapercis ramsayi
- Parapercis randalli
- Parapercis robinsoni
- Parapercis roseoviridis
- Parapercis rufa
- Parapercis schauinslandii
- Parapercis sexfasciata
- Parapercis sexlorata
- Parapercis shaoi
- Parapercis signata
- Parapercis simulata
- Parapercis snyderi
- Parapercis somaliensis
- Parapercis stricticeps
- Parapercis striolata
- Parapercis tetracantha
- Parapercis vittafrons
- Parapercis xanthogramma
- Parapercis xanthozona